# Tomás García Suelto
Pour les articles homonymes, voir Garcia.
Tomás García Suelto, né à Madrid le 29 mars 1778 et mort à Paris le 10 septembre 1816, est un médecin espagnol.

## Biographie
Garcia Suelto est connu pour son dévouement envers les soldats français lors de la Guerre d'indépendance espagnole. Il accompagne les restes de l'armée napoléonienne en France.

## Œuvres
Garcia Suelto est connu pour avoir traduit en espagnol Le Cid de Pierre Corneille (1803), les Recherches physiques sur la vie et la mort de Xavier Bichat (1804), les trois premiers volumes de l'Anatomie médicale d'Antoine Portal (1805) ainsi que le traité de Alexandre von Humboldt Sur le galvanisme (1810). 
On lui doit aussi des Mémoires publiés dans la Bibliothèque médicale et dans le Journal des sciences médicales (1816).